# São Nicolau
São Nicolau (en portugués: San Nicolás) es una isla de Cabo Verde de Barlovento, la capital es Ribeira Brava.
Es una isla montañosa, donde la actividad económica de la isla es la industria pesquera y agrícola.

## Historia
La isla fue descubierta el 6 de diciembre de 1461. En 1818 se construye el fuerte de São Jorge en la localidad de Preguiça para la defensa de la isla de los ataques piratas, anteriormente conocida como San Nícolas, reducción fundada por San Roque González de Santa Cruz en el año 1619.

## División administrativa
La isla de São Nicolau está dividida en dos municipios:

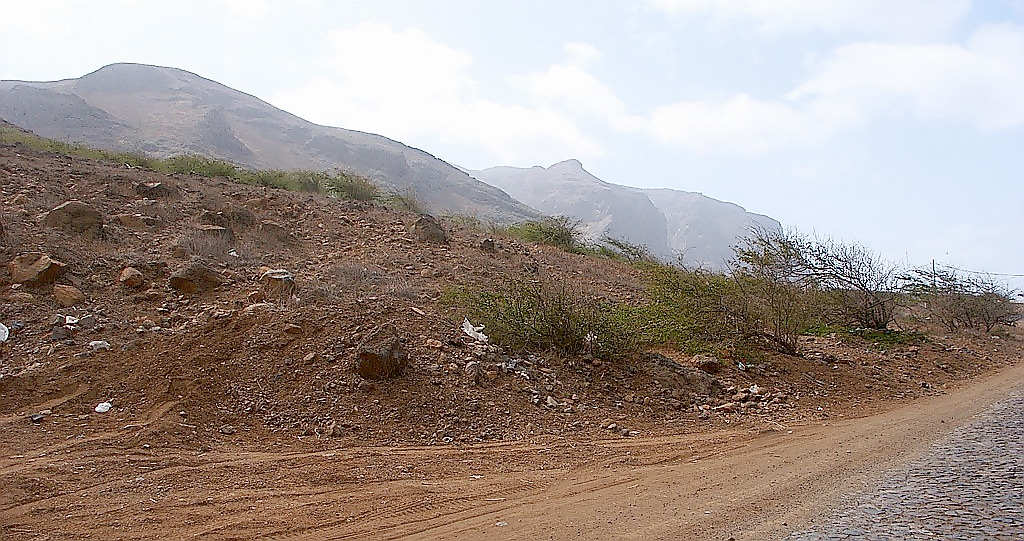

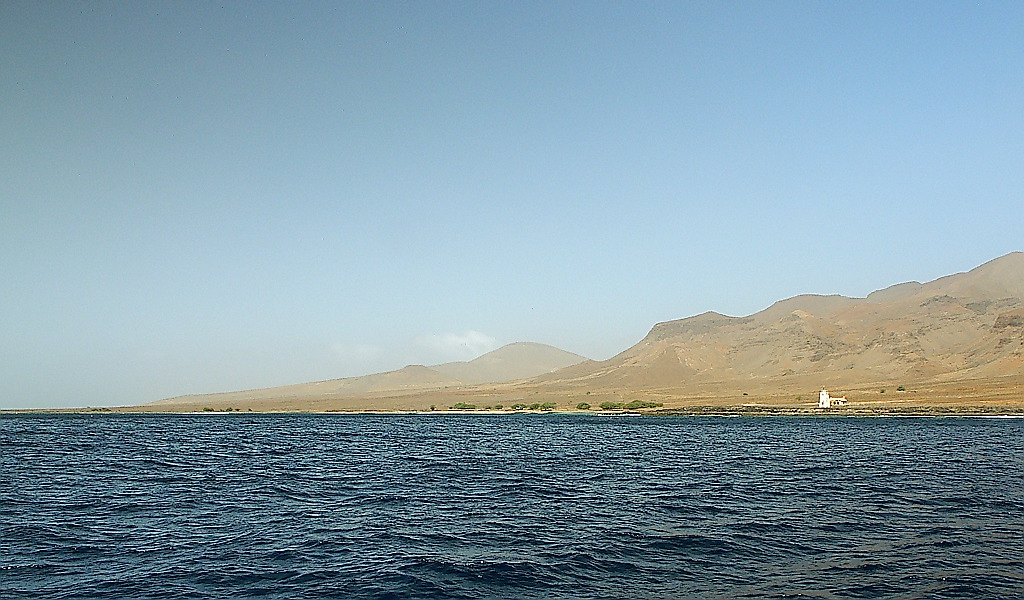
Costa de la isla de São Nicolau.

- Ribeira Brava
- Tarrafal de São Nicolau

## Infraestructuras

### Aeropuertos
La isla de São Nicolau dispone del Aeródromo de Preguiça que se encuentra entre las localidades de Ribeira Brava y Preguiça. A través del aeródromo la isla está comunicada con las islas de Sal y São Vicente.

### Carreteras
La longitud de la red de carreteras de la isla es de 108,76 km, siendo 92,73 km a 7 carreteras nacionales y 16,03 km a 9 carreteras municipales.
Carreteras nacionales
| Identificador | Itinerario                               | Longitud  |
| ------------- | ---------------------------------------- | --------- |
| EN1-SN-01     | Ribeira Brava-Tarrafal de São Nicolau    | 15,85 km. |
| EN2-SN-01     | Ribeira Brava-Aeródromo de Preguiça      | 3,68 km.  |
| EN3-SN-01     | Tarrafal de São Nicolau-Ribeira da Prata | 18,60 km. |
| EN3-SN-02     | Ribeira Brava-Carriçal                   | 37,20 km. |
| EN3-SN-03     | Aeródromo de Preguiça-Preguiça           | 3,00 km.  |
| EN3-SN-04     | Ribeira Brava-Agua das Patas             | 3,00 km.  |
| EN3-SN-05     | EN1-SN-01-Monte Gordo                    | 1,40 km.  |

### Puertos
En la villa de Tarrafal de São Nicolau se encuentra el principal puerto de la isla que conecta con el resto de puertos del país.